# Xian de Pu
Pour les articles homonymes, voir Pu.
Le xian de Pu (蒲县 ; pinyin : Pú Xiàn) est un district administratif de la province du Shanxi en Chine. Il est placé sous la juridiction de la ville-préfecture de Linfen.

## Démographie
La population du district était de 97 949 habitants en 1999.